# Divisões administrativas em 1985
Nesta página encontrará referências aos acontecimentos directamente relacionados com a regiões administrativas ocorridos durante o ano de 1985.

## Eventos
- 11 de Julho - A freguesia e o lugar de São Paio de Farinha Podre alteram a sua designação para São Paio do Mondego.
- 21 de Julho - Criação da freguesia de Paredes do Bairro, em Portugal
- 14 de Agosto - Em Portugal, Águeda, Santa Maria da Feira e Olhão são elevadas à categoria de cidade.
- Em Portugal, Paços de Brandão e Santa Maria de Lamas são elevadas à categoria de vila.